# گاهکوچ
گاهکوچ (به انگلیسی: Gahkuch) یک منطقهٔ مسکونی در پاکستان است که در بخش گلگت واقع شده‌است.